# Nepheloleuca complicata
Nepheloleuca complicata är en fjärilsart som beskrevs av Achille Guenée 1858. Nepheloleuca complicata ingår i släktet Nepheloleuca och familjen mätare. Inga underarter finns listade i Catalogue of Life.

## Bildgalleri

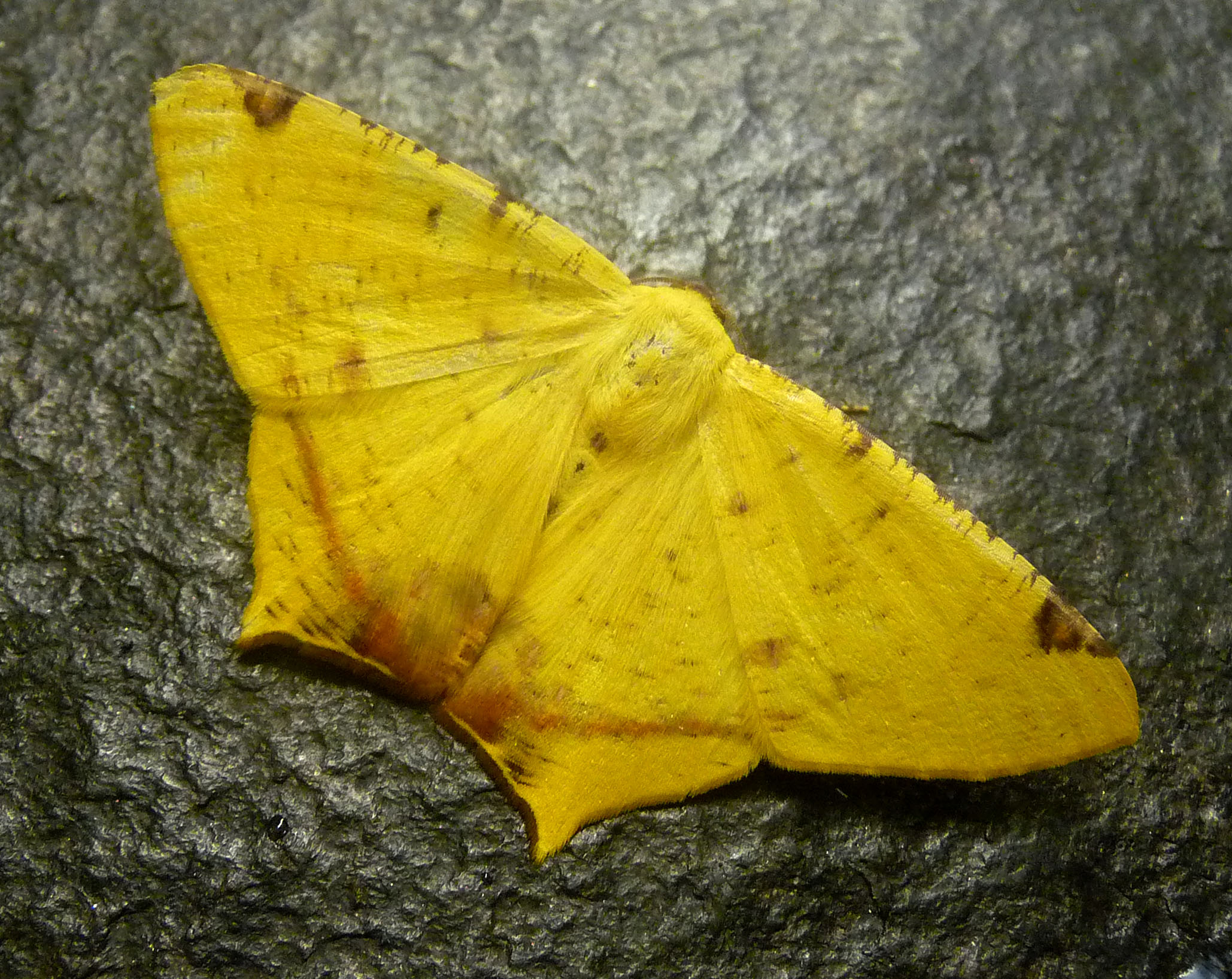